# طعم چای سبز روی برنج
طعم چای سبز روی برنج (به ژاپنی: お茶漬けの味 Ochazuke no aji) (انگلیسی: The Flavor of Green Tea over Rice) فیلمی درام به کارگردانی یاسوجیرو ازو محصول سال ۱۹۵۲ است. از بازیگران آن می‌توان به چیکاگه آواشیما و چیشو ریو اشاره کرد. فیلم ماجرای زوج میان‌سال ثروتمندی است که بچه‌دار نشده و دچار مشکلات زناشویی‌اند و ناپایبندی خواهرزادهٔ زن به رسوم ازدواج سنتی به این مشکلات دامن می‌زند.